# Calaiate
Calaiate (em árabe: قلهات‎; romaniz.: Qalhat ou Galhat), chamada Calha no mapa de Abraão Ortélio, é uma antiga cidade e relevante porto comercial do golfo de Omã. Está situada na atual província Sudeste do Sultanato de Omã.